# Santa Coloma de Gramenet (Gerichtsbezirk)
Der Gerichtsbezirk Santa Coloma de Gramenet ist einer der 25 Gerichtsbezirke in der Provinz Barcelona.
Der Bezirk umfasst die Gemeinde Santa Coloma de Gramenet auf einer Fläche von 7,09 km² mit dem Hauptquartier in Santa Coloma de Gramenet.